# نينا سامورودين
نينا سامورودين (بالإنجليزية: Nina Samorodin)‏ (ولدت في 4 يوليو 1892 وتوفيت في 28 نوفمبر 1981) ولدت في كييف في روسيا (أوكرانيا الآن) لعائلة يهودية استغلت زيادة الفرص التعليمية المتاحة لليهود في المدينة وتخرجت من جامعة كييف. بعد الهجرة إلى الولايات المتحدة في عام 1914، انخرطت في كل من الاتحاد والنشاط النسائي.
كانت نينا عاملة مصنع ومن ثم المنظمة العامة لاتحاد صانعي القمصان في فيلادلفيا، وكانت الأمينة التنفيذية للتحالف العمالي الوطني للعلاقات التجارية مع روسيا.
وبحلول عام 1922، كانت أيضًا سكرتيرة لاتحاد العمال النسائي، بالإضافة إلى ذلك، درست في كلية راند للعلوم الاجتماعية في مدينة نيويورك. لكن أكثر ما تشتهر به هو عملها مع الحزب الوطني للمرأة.